# Трізенберг (футбольний клуб)
Трізенберг (нім. FC Triesenberg)  — любительський футбольний клуб з Трізенбергу. Грає в третій лізі Швейцарії. Щороку бере участь в Кубку Ліхтенштейну, але жодного разу, на відміну від інших команд, не виходила до фіналу. Клуб заснований 1972 року. Як і всі клуби князівства, ФК Трізенберг почав грати в четвертій швейцарській лізі. В сезоні 1986/87 клуб вперше за свою історію пробився до третьої лігі та виступав там до 1998 року, коли опустився рангом нижче. Тим не менше, з 2001 року клуб повернувся до третьої ліги.

## Досягнення
Кубок Ліхтенштейну
- Фіналіст (2): 2015, 2024